# Nicola di Gerusalemme
Nicola (... – 1156/1157) è stato un arcivescovo ortodosso bizantino, patriarca di Gerusalemme nella prima metà del XII secolo.

## Biografia
Nicola è storicamente documentato per la sua partecipazione al concilio di Costantinopoli del 26 gennaio 1156, durante il quale furono condannate alcune tesi ritenute eterodosse circa il sacrificio di Cristo nell'Eucaristia. Nel maggio del 1157 un altro concilio condannò e depose il patriarca di Antiochia Soterico Panteugeno, per aver sostenuto le stesse tesi eterodosse. A questo concilio il patriarcato di Gerusalemme era rappresentato da Giovanni IX. Nicola perciò morì in epoca imprecisata tra gennaio 1156 e maggio 1157.
Sconosciuto è l'anno d'inizio del patriarcato di Nicola. Il predecessore, Saba, era in sede nel 1117/1118. In una delle preghiere del Typikon della basilica del Santo Sepolcro di Gerusalemme, datato al 1122, si fa menzione di Nicola, che si ritiene sia il patriarca menzionato nei dittici della Chiesa di Gerusalemme e vissuto nel XII secolo. Alcuni autori tuttavia ritengono che la preghiera del Typikon faccia riferimento ad un patriarca omonimo, vissuto nel X secolo.